# Хило
Хи́ло (англ. Hilo) — прибрежный город в штате Гавайи, второй по численности населения после Гонолулу, крупнейший на острове Гавайи. Административный центр округа Гавайи. Находится на берегу бухты Хило. По переписи 2000 года численность населения — 40 759 жителей. Находится недалеко от двух щитовых вулканов: действующего Мауна-Лоа и спящего Мауна-Кеа. В городе находится филиал Гавайского университета. Город обслуживается Международным аэропортом Хило.

## География
Город Хило расположен в восточной части острова Гавайи. Общая площадь города составляет 151,4 км², суши — 140,6 км², водной поверхности — 10,7 км². В 18 км на север от города на территории Национального Парка расположен водопад Акака — самый высокий водопад Гавайских островов.
Климат в городе влажный, один из самых влажных в США. Среднегодовое количество осадков составляет около 3245 мм.
| Показатель                    | Янв. | Фев. | Март | Апр. | Май  | Июнь | Июль | Авг. | Сен. | Окт. | Нояб. | Дек. | Год  |
| ----------------------------- | ---- | ---- | ---- | ---- | ---- | ---- | ---- | ---- | ---- | ---- | ----- | ---- | ---- |
| Абсолютный максимум, °C       | 33,3 | 33,3 | 33,8 | 31,6 | 34,4 | 32,2 | 32,7 | 33,8 | 33,8 | 32,7 | 34,4  | 33,8 | 34,4 |
| Средний суточный максимум, °C | 26,1 | 26,0 | 26,1 | 26,0 | 27,0 | 27,8 | 28,2 | 28,4 | 28,5 | 28,1 | 27,1  | 26,3 | 27,1 |
| Средняя температура, °C       | 21,8 | 21,7 | 22,1 | 22,3 | 23,1 | 24,0 | 24,5 | 24,6 | 24,5 | 24,2 | 23,3  | 22,3 | 23,2 |
| Средний суточный минимум, °C  | 17,6 | 17,5 | 18,1 | 18,6 | 19,3 | 20,1 | 20,7 | 20,9 | 20,6 | 20,2 | 19,6  | 18,3 | 19,2 |
| Абсолютный минимум, °C        | 12,2 | 11,6 | 12,2 | 14,4 | 15,0 | 16,1 | 16,6 | 17,2 | 16,1 | 16,6 | 14,4  | 12,7 | 11,6 |
| Норма осадков, мм             | 235  | 242  | 341  | 293  | 206  | 187  | 274  | 250  | 252  | 248  | 393   | 293  | 3214 |
| Температура воды, °C          | 25   | 24   | 24   | 25   | 25   | 25   | 26   | 26   | 27   | 27   | 26    | 25   | 25   |
| Источник: NWS                 |      |      |      |      |      |      |      |      |      |      |       |      |      |

## История
Задолго до появления на острове европейцев территория нынешнего города была заселена гавайцами. В середине XIX века в Хило появились первые миссионеры, основавшие здесь несколько церквей. Впоследствии город был окружён плантациями сахарного тростника, на которых работали преимущественно выходцы из Азии, а сам Хило стал крупным торговым центром.
В начале XX века в бухте Хило было начато строительство оградительного сооружения, которое было завершено в 1929 году. 1 апреля 1946 года город значительно пострадал от цунами, вызванного землетрясением у Алеутских островов, погибло 160 человек. 23 мая 1960 года другое цунами, вызванное землетрясением магнитудой 9,5 вблизи побережья Чили, привело к гибели 61 человека, предположительной причиной которой явилось невнимание людей к предупреждающим сигналам сирен.
В 1960 годы Хило значительно расширился за счёт строительства пригородов, а центр города стал играть роль культурного центра с несколькими галереями и музеями. Закрытие сахарных плантаций в 1990-х годах, происходившее на фоне общей рецессии в штате, привело к упадку местной экономики. В течение последних лет, с того времени как соседний регион Пуна стал самым быстрорастущим в штате, в Хило также наблюдается экономический и демографический рост.

## Население
Согласно переписи 2000 года в Хило проживало 40 759 человек. Плотность населения составляла 289,9 чел./км². Доля белого населения составляла 17,12 %, чернокожего — 0,45 %, индейского — 0,34 %, азиатского — 38,30 %, выходцев с других островов Тихого океана — 12,12 %, других рас — 0,94 % и смешанного населения — 29,74 %.
Среднегодовой семейный доход составлял $39 139, семьи — $48 150.

## Известные жители
- Би Джей Пенн
- Роберт Тору Кийосаки

## В культуре
В Хило происходит действие рассказа Туве Янссон «В городе Хило, штат Гавайи».